# The Grimm Variations
The Grimm Variations (Originaltitel: jap. グリム組曲 Grimm Kumikyoku) ist eine Anthologie-Anime-Fernsehserie, welche unterschiedliche Märchen der Gebrüder Grimm in leicht abgeänderter Form zeigt.
Die Idee zu dem Projekt kam bereits Anfang des Jahres 2020 auf. Die Premiere der sechs Episoden umfassenden Serie war am 17. April 2024 auf Netflix.

## Hintergrund und Produktion
Im Februar des Jahres 2020 gab Netflix die Zusammenarbeit mit sechs Manga-Zeichnern bekannt. Die Manga-Gruppe Clamp war eine von sechs Kunstschaffenden, die im Zuge der Zusammenarbeit mit Netflix angekündigt wurden. Im Juni des Jahres 2021 wurde ein Werbeposter für die Produktion einer Netflix-Anthologie-Serie, welche auf verschiedene Werke der Gebrüder Grimm basieren, veröffentlicht. Dabei wurde angekündigt, dass das Charakterdesign vom Mangaka-Kollektiv Clamp entworfen und im Animationsstudio Wit entstehen werde. Darüber hinaus zeigt sich Michiko Yokote für das Drehbuch verantwortlich. Yokote war zuvor bei der Produktion der Anime-Fernsehserien Tsurune und Shirobako involviert.
Im März des Jahres 2024 wurde der Titel The Grimm Variations des Projektes bekannt gegeben. Zudem wurde angekündigt, dass Akira Miyagawa die Serienmusik komponiert. Im Zuge der Anime-Messe AnimeJapan wurden die einzelnen Episodentitel der Serie vorgestellt. Auch wurde bekanntgegeben, dass für jede Episode ein anderer Regisseur beteiligt war.

## Konzept
Die sechs Episoden erzählen unterschiedliche Märchen der Gebrüder Grimm, durch den Einsatz von Suspense- und Horror-Elementen wird eine düstere Stimmung erzeugt. Im Fokus stehen verschiedene Märchen, die die Brüder Jacob und Wilhelm Grimm ihrer jüngeren Schwester Charlotte erzählen.

## Veröffentlichung
Die sechs Episoden erschienen am 17. April 2024 weltweite auf der Streamingplattform Netflix, auch in deutscher Synchronfassung.

## Episodenliste
| Nr. (ges.) | Nr. (St.) | Deutscher Titel             | Originaltitel                              | Erstausstrahlung Japan | Deutschsprachige Erstausstrahlung (D) | Regie                 | Drehbuch       |
| ---------- | --------- | --------------------------- | ------------------------------------------ | ---------------------- | ------------------------------------- | --------------------- | -------------- |
| 1          | 1         | Aschenputtel                | シンデレラ (Shinderera)                    | 17. Apr. 2024          | 17. Apr. 2024                         | Yōko Kanemori         | Michiko Yokote |
| 2          | 2         | Rotkäppchen                 | 赤ずきん (Akazukin)                        | 17. Apr. 2024          | 17. Apr. 2024                         | Yasuhiro Akamatsu     | Michiko Yokote |
| 3          | 3         | Hänsel und Gretel           | ヘンゼルとグレーテル (Henzeru to Gurēteru) | 17. Apr. 2024          | 17. Apr. 2024                         | Jun’ichirō Hashiguchi | Michiko Yokote |
| 4          | 4         | Die Wichtelmänner           | 小人の靴屋 (Kobito no Kutsuya)             | 17. Apr. 2024          | 17. Apr. 2024                         | Yumi Kamamura         | Michiko Yokote |
| 5          | 5         | Die Bremer Stadtmusikanten  | ブレーメンの音楽隊 (Burēmen no Ongaku-tai) | 17. Apr. 2024          | 17. Apr. 2024                         | Masato Takeuchi       | Michiko Yokote |
| 6          | 6         | Der Rattenfänger von Hameln | ハーメルンの笛吹き (Hāmerun no Fuefuki)    | 17. Apr. 2024          | 17. Apr. 2024                         | Shintarō Nakazawa     | Michiko Yokote |

## Synchronisation
Die Synchronisation entstand in der FFS Film- & Fernseh-Synchron GmbH, München. Dialogregie und die Dialogbücher übernahmen Stephanie Kellner und Marie-Jeanne Widera.
| Rolle         | Japanische Stimme (Seiyū) | Deutsche Stimme      |
| ------------- | ------------------------- | -------------------- |
| Jacob Grimm   | Tatsuhisa Suzuki          | Manou Lubowski       |
| Wilhelm Grimm | Kenji Nojima              | Arne Hörmann         |
| Charlotte     | Misato Fukuen             | Patricia Strasburger |

## Weitere Umsetzungen
Am 10. April 2024 wurde eine Umsetzung als Web-Manga angekündigt, welche auf der Application Magazine Pocket des Verlages Kodansha veröffentlicht werden soll. Gezeichnet wird dieser Manga von Kōji Megumi.